# 이드
이드(Id)는 본능적인 생체 에너지로 리비도(libido)의 원천이자 쾌락을 극도로 추구하는 쾌감원리, 즉 본능이다. 정신분석학의 용어 중 하나로 자아(自我), 초자아(超自我)와 함께 인간의 정신의 근간이 되는 요소이자 영역이다. 이드라는 요소는 도덕, 선악, 논리적 사고가 존재하지 않는 인간의 최초의 본능과 본성을 지닌 영역이다. 시간관념이 없고 무의식적이며 정신의 최아래 영역이다. 특히 인간이 태어날 때 모두 이드로 이루어져 있다가, 성장하면서 이드의 일부가 다른 세계(다른 사회)와 접촉, 교류, 진화하면서 자아(Ego), 초자아(super ego)가 새로이 만들어진다.

## 같이 보기
- 자아